# Pterulicium
Pterulicium là một chi nấm in the Pterulaceae. Đây là chi đơn loài, chứa một loài Pterulicium xylogenum, được tìm thấy ở Đông Nam Á.